# Koraszülöttség és nyelvfejlődés
Koraszülöttség és nyelvfejlődés A koraszülött csecsemőket az orvosi ellátás a 25. gesztációs héttől kezdődően meg tudja menteni, még extrém kis születési súly esetén is. A koraszüléskor esetlegesen fellépő különböző károsodások gyakran érinthetik azokat az agyi területeket, melyek a nyelv fejlődéséért felelősek (pl. bal temporoparietális terület). Elképzelhető az is, hogy a korán megszakított intrauterin érés és a különböző környezeti hatások miatt az agykérgi területek fejlődése megváltozik. Ezen tényezők miatt előfordulhat, hogy a koraszülöttség atípusos nyelvi fejlődéssel jár együtt.

## Expresszív és receptív szókincsbeli különbségek koraszülöttek és nem koraszülöttek között
Az ún. receptív szókincs a megértő szókincsre vonatkozik, a receptív nyelvi képességek vizsgálata alatt többek között megnevezett tárgyak megértését, igék, jelzők, elöljárószók, a cselekvés-tárgy közötti szemantikai kapcsolat megértését, és passzív vagy kérdő mondatok megértését értjük. Ezzel ellentétben az ún. expresszív szókincs a kifejező nyelvi képességeket foglalja magában, feltérképezésére például tárgyak, képek megnevezését, konkrét és absztrakt fogalmak definiálását vagy képsorozatokon alapuló történet mesélését lehet feladatul adni. A morfoszintaktikai képességek  és a spontán beszéd mérése is az expresszív nyelvi képességek vizsgálatára alkalmas eljárások.
Egy vizsgálat koraszülött és normál időben született gyermekek csoportjait hasonlította össze. 70 koraszülött és 34 nem koraszülött vett részt a vizsgálatban, akik hat évesek voltak a tesztelés idejében. A két csoportot nyelvi képességek (szókincs, grammatika, fonológiai tudatosság) és általános kognitív fejlődési szint – azaz a megismerő funkciók fejlődése, mint pl. a figyelem, emlékezés, észlelés, végrehajtó funkciók stb.- alapján hasonlították össze, egy intelligencia teszttel mérve. Nem találtak különbséget koraszülöttek és nem koraszülöttek között az általános kognitív fejlődésben. Kevésbé kifejlett nyelvi képességek azonban tetten érhetők voltak, mégpedig a szókincsben, a grammatikában és a fonológiai tudatosságban egyaránt. A szókincs mérésére egy képmegnevezési vizsgálatot, a grammatikai képességek feltérképezésére pedig egy olyan feladatot alkalmaztak, mely során a gyerekeknek ki kellett választaniuk, hogy egy adott képen zajló eseményt a felsorolt mondatok közül melyik jellemez a legjobban. A fonológiai tudatosság vizsgálatára számos tesztet alkalmaztak, például fel kellett ismerniük a gyerekeknek az ugyanolyan szótaggal kezdődő szavakat, vagy három perc alatt a lehető legtöbb „pa” szótaggal kezdődő szót kellett felsorolniuk. (Ez utóbbi eljárást szótag fluenciának nevezzük.) A vizsgálat alátámasztotta, hogy különösebb agyi károsodás jelenléte nélkül a koraszülöttség igenis befolyásolja a nyelvi fejlődést egészen az iskoláskor kezdetéig, azt mintegy atípusos fejlődési pályára terelve.
Egy másik vizsgálat koraszülöttek expresszív nyelvi képességeit vizsgálta kétéves korukban. 58 koraszülött és 60 nem koraszülött vett részt a vizsgálatban. Egy olyan teszt segítségével hasonlították össze a két csoportot, mely az expresszív nyelvi képességeket és a szóbeli nyelvben való késéseket detektálja. Azok a gyerekek, akik koraszülöttek voltak nagyobb százalékban mutatták a szóbeli (expresszív) nyelvi képességek fejlődésének késését. Alacsonyabb volt az expresszív szókincsük ezeknek a gyerekeknek, mint a normális időben születő társaiknak. Tehát, azoknál a gyerekeknél, akik koraszülöttek és normálisnál kisebb születési súllyal jönnek a világra a szókincs fejlődésük nem a normál időben született gyerekekéhez hasonlítható. Ez az eredmény különböző beszédterápiás intervenciós programok szükségességére hívhatja fel a figyelmet.
Hasonló eredményekre jutott egy másik kutatócsoport is, akik szintén jelentős eltéréseket találtak a koraszülött és nem koraszülött gyerekek között a receptív és expresszív nyelvi jellemzőket tekintve.
Egy longitudinális (utánkövetéses) vizsgálattal kimutatták, hogy az expresszív és a receptív nyelvi képességek a fejlődésben 3-5 hónapot késnek átlagosan olyan koraszülöttek esetén, akik 2000g súly alatt jöttek világra és 36 hétre születtek. Mindezek ellenére, megfigyelhető volt, hogy a 26. hónapra a gyerekek nyelvi fejlődése már a normális tartományba esett. A tanulmány szerint a kórházban eltöltött idő, a születési súly, az Apgar-pontszámok, a csecsemő ingerelhetősége, állapotának stabilizálása a kórházból való kiengedéskor, és az érzékeny anyai gondoskodás mind befolyásolják a nyelvi képességek fejlődését.

## Általános kognitív deficit koraszülöttek körében?
Az általános kognitív fejlődés a különböző megismerési funkciók fejlődését jelenti, úgy mint a figyelem, végrehajtó funkciók, emlékezet, észlelés (pl. látás, hallás), érzelmek, nyelvi képességek stb. Elképzelhető, hogy ezen funkciók deficitje együttesen okozzák koraszülöttek körében a nyelvi lemaradást. Egy kutatás ezt vizsgálandó kimutatta, hogy a nagyon kicsi születési súllyal világra jövő csecsemők sokkal rosszabban teljesítenek egy vizuális és egy audiovizuális feladaton mint a kontroll csecsemők. Ezek az eredmények ellentmondanak a fent említett vizsgálatoknak, de arra utalhatnak, hogy a koraszülöttek körében megfigyelhető nyelvi lemaradás akár magyarázható egy sokkal általánosabb kognitív deficittel, mely nem specifikus csak a nyelvi képességekre.

## Iskolai teljesítmény és koraszülöttség
Koraszülötteket és nem koraszülötteket 16 éves korukban vizsgálva kimutatták, hogy e két csoport nem különbözik jelentősen iskolai teljesítményükben, még idegen nyelvi tantárgyakon sem.

## Agyi aktiváció és koraszülöttség
Funkcionális mágneses rezonancia-vizsgálattal (fMRI) bizonyították, hogy habár koraszülött és nem koraszülött csoportoknál ugyanazok az agyi területek aktiválódnak szemantikus feldolgozás hatására (bal superior, középső temporális gyrusok, és inferior frontális gyrus), de a koraszülött csoportnál jelentősen nagyobb összeköttetések figyelhetőek meg a hagyományos nyelvi területek és szenzomotoros területek között. Ugyanakkor, kevesebb összeköttetés a megfigyelhető a frontális területen belül a kontroll csoporthoz viszonyítva. 12 évesen a gyerekek (legyen koraszülött vagy sem) nem mutatnak jelentős teljesítménybeli eltérést egy egyszerű lexikális-szemantikai feladaton, és hasonló agyi területek aktiválódnak mindkét csoportnál, de a koraszülött csoportnál megfigyelhetőek eltérő neurális útvonalak kiépülései.